# Kalvarija (1996.)
Kalvarija je hrvatski igrani film iz 1996. godine nezavisne produkcije koji se bavi ljubavno-erotskom i religioznom tematikom, čiju režiju i scenarij potpisuje Zvonimir Maycug. 
Film je snimljen 1996. godine. Kalvarija je imala jednu javnu projekciju u zagrebačkom kinu Kustošija te se distribuirala na domaćem video tržištu. Riječ je o prvom hrvatskom filmu s istospolnom vezom, između putujućeg harmonikaša i novinara. Snimljena je na 32 lokacije, uključujući Plitvička jezera, dvorce Veliki Tabor i Trakošćan, obližnja sela, Sisak i Zagreb. Maycug je imao organizatora koji je besplatno posuđivao rekvizite od Hrvatskog narodnog kazališta. Maycug je namjeravao imati više profesionalnih glumaca, ali zbog njegove kontroverzne reputacije, jedini glumac s iskustvom u snimanju je Dubravko Sidor. Film nije imao eksplicitne romantične ili pornografske teme, jer je Maycug smatrao da je već dovoljno subverzivan.
Film je prekoračio budžet i koštao je 30 000 dolara. Snimljen je za dvadesetak dana. Trebao je biti prikazan na Pulskom filmskom festivalu 1997. godine, ali ga je organizator odbio zbog "neispunjavanja osnovnih estetskih i profesionalnih kriterija". Razlog je taj što su dijelovi filma snimljeni samo u plavoj boji. Uzrok je, prema nepotvrđenom objašnjenju, incident u laboratoriju Jadran filma, gdje su kemikalije uništile dio negativa i poplavile ga. Nemajući dovoljno sredstava za ponovno snimanje, plave scene su montirane kao noćne scene, a ostale kao dnevne scene. Maycug tvrdi da je to namjerno i kaže da je koristio tehniku "američke noći"– snimanje noćnih scena tijekom dana. Kaže da su uništeni dijelovi negativa otpisani. Maycug kaže da smatra da je pravi razlog odbijanja ustvari gluma Dragice Raščan u ulozi Tete, koja je u film ušla "vrlo kasno", nakon što su profesionalne glumice odbile ulogu kada su saznale da je on napravio prvi pornografski film. On opisuje njezinu glumu kao "diskutabilnu". Film ga je finansijski upropastio, s malom distribucijom izvan VHS tržišta, jer su ga Kinematografi odbili. Na VHS tržištu je doživio vrlo mali uspjeh, i to tek kada je bio upakovan s Oazom.
Film je melodramatičan s mnogo zapleta. Predstavlja zagrebačku klasu kao visoku klasu i snobovskom, a novinara čak ima vlastitog batlera. Religijski motivi su važni, a Kalvarija u filmu je mitsko mjesto gdje vjernici proživljavaju Kristovu muku. Važan je i lik Tete, harmonikaševe šogorice. U filmu mnogi ljudi na selu posjeduju oružje, a često vojnici nakon Domovinskog rata svoje oružje nisu vraćali vojsci. Maycug je rekao da je želio da svi njegovi filmovi dobiju pažnju, pa je snimio pornografsku Oazu, a u Kalvariju uključio gay par. Nije bilo negativnih reakcija na tu temu filma, a glumci se nisu bunili.

## Radnja
Putujući harmonikaš i domar u nekom dvorcu u Zagorju (Dubravko Sidor) živi u nesretnom braku, u kojem ima odraslu kćer.  Na jednom putovanju autobusom pronalazi ljubav svog života u mladom novinaru (Miran Javorović), kojeg poziva u svoj dom. Dolazak mlađeg ljubavnika u dvorac unosi još veći razdor u harmonikaševu obitelj...    

## Uloge
Miran Javorović, Vedrana Likan, Roswitha Mir, Mato Pavelić, Dubravko Sidor, Sanja Vujčić Jan Janković....

## Distribucija
Kalvarija je svojedobno imala samo jednu javnu projekciju u zagrebačkom kinu Kustošija, nakon čega je uslijedila jednako neuspješna ograničena video distribucija. Na pulskom festivalu za vrijeme izbornika Mate Kukuljice, Kalvarija nije uvrštena u program zbog navodnih tehničkih nedostataka. Godine 2009. Kalvarija se prikazuje na Casanovafestu u Vrsaru. Početkom 2010. godine isječak iz filma se pojavljuje na YouTubeu, te bilježi sve veću popularnost među gledateljima.

## Vanjske poveznice
- Casanovafest Festival ljubavi i erotike